# Chorizanthe vaginata
Chorizanthe vaginata är en slideväxtart som beskrevs av George Bentham. Chorizanthe vaginata ingår i släktet Chorizanthe och familjen slideväxter. Inga underarter finns listade i Catalogue of Life.